# Niebo i piekło
Niebo i piekło (ang. Heaven and Hell) – esej filozoficzny Aldousa Huxleya opublikowany w 1956, kolejny po Drzwiach percepcji, w którym opisał nowe poziomy rozumienia osiągnięte po eksperymencie z meskaliną. Jest to zapis jego przemyśleń o możliwości zrozumienia dróg, którymi podąża umysł.

## Wydanie polskie
- Aldous Huxley: Drzwi percepcji. Niebo i piekło. Marta Mikita (tłum.). Warszawa: Cień kształtu. ISBN 978-83-60685-15-0. Brak numerów stron w książce